# 安住寺 (恵那市)
安住寺（あんじゅうじ）は、岐阜県恵那市明智町杉野にある臨済宗妙心寺派の寺院。山号は久昌山（きゅうしょうざん）、本尊は釈迦如来。恵那三十三観音霊場十九番。

## 歴史
大永5年（1525年）、明知城主であった遠山景行によって創建されたと伝わる。。
永禄年間(1558年～1570年)の始めに、以前からあった小庵を景行の室の安住寺尼が、安住寺として開基したという説もある。
開山は本如実性とされるが、実際には法嗣で三河国東加茂郡萩平に三玄寺を開山した柏庭宗松とする説がある。
元亀元年(1570年)、遠山景行が上村合戦に敗れて自害した後に、首級が密かに運ばれて埋葬されたと伝えられており、寺の敷地には景行と妻の安住寺尼の墓所があって、頭部の疾患に霊験があるとされている。

景行の墓碑には、以下の文言が刻まれている。
慶長年間には、江戸幕府の交代寄合となった遠山利景が杉平村の内から十二石余を寺領として寄進している。
江戸時代の末期と明治元年（1868年）の二回、火災により全山を焼失し、後に再建されている。
昭和50年（1975年）12月1日、遠山景行の墓は旧・明智町の文化財に指定された。
平成16年（2004年）明智町が恵那市への合併に伴い、恵那市指定文化財となった。
恵那三十三観音霊場では十九番札所となっており、聖観世音菩薩を祀っている。